# Distrito electoral federal 2 de Aguascalientes
El II Distrito Electoral Federal de Aguascalientes es uno de los 300 Distritos Electorales en los que se encuentra dividido el territorio de México y uno de los 3 en los que se divide el estado de Aguascalientes. 
Desde la redistritación de 2017, ocupa el noreste del municipio de Aguascalientes, siendo esta misma ciudad su cabecera distrital.
Su creación data de 1857, siendo Luis Cosío su primer representante en la Cámara de Diputados en la I Legislatura del Congreso de la Unión de México.

## Distritaciones anteriores

### Distritación 1978 - 1996
Comprendía la parte rural del municipio de Aguascalientes y los municipios de Asientos, Calvillo, Cosío, Jesús María, Pabellón de Arteaga, Rincón de Romos, San José de Gracia y Tepezalá. Su cabecera era Jesús María.
Esta distritación fue utilizada para la elección de Diputados de las Legislaturas LI, LII, LIII, LIV, LV y LVI.
Los municipios que actualmente forman este distrito electoral federal pertenecían, durante este periodo, al Distrito electoral federal 1 de Aguascalientes.

### Distritación 1996 - 2005
En esta redistritación se define que este distrito electoral federal comprendiera la zona norte del municipio de Aguascalientes.
Esta distritación fue utilizada para la elección de Diputados de las Legislaturas LVII, LVIII y LIX.
El espacio que anteriormente formaba este distrito electoral federal (zona urbana de Aguascalientes) pasó a conformar el distrito electoral federal 1.

### Distritación 2005 - 2017
En esta redistritación el distrito electoral federal comprendió la mitad oriental del municipio de Aguascalientes.
Esta distritación fue utilizada para la elección de Diputados de las Legislaturas LX, LXI, LXII y LXIII.

## Diputados por el distrito
| Diputado                       | Partido     | Legislatura                           | Periodo     |
| ------------------------------ | ----------- | ------------------------------------- | ----------- |
| Luis Cosío                     |             | I                                     | 1857 - 1861 |
| Jesús Fructuoso López          |             | II                                    | 1861 - 1863 |
| Pascual Arenas                 |             | III                                   | 1863 - 1865 |
| José Rincón Gallardo           |             | IV                                    | 1867 - 1868 |
| Joaquín Alcalde                |             | V                                     | 1869 - 1871 |
| Francisco de Paula Gochicoa    |             | VI                                    | 1871 - 1873 |
| Miguel Rul                     |             | VII                                   | 1873 - 1875 |
| Carlos Barrón                  |             | VIII                                  | 1875 - 1878 |
| Miguel Güinchard               |             | IX                                    | 1878 - 1880 |
| Jesús Díaz de León             |             | X                                     | 1880 - 1882 |
| Carlos Barrón                  |             | XI                                    | 1882 - 1884 |
| Julio Zárate                   |             | XII                                   | 1884 - 1886 |
| Miguel Güinchard               |             | XIII XIV XV XVI XVII XVIII XIX XX XXI | 1886 - 1904 |
| Ignacio Canseco                |             | XXII XXIII XXIV XXV                   | 1904 - 1912 |
| Román Morales                  |             | XXVI                                  | 1912 - 1913 |
| Daniel Cervantes Gutiérrez     |             | Congreso Constituyente                | 1916 - 1917 |
| Enrique Muñoz                  |             | XXVII                                 | 1917 - 1918 |
| Enrique Fernández Ledesma      |             | XXVIII                                | 1918 - 1920 |
| Rodrigo Palacio                |             | XXIX XXX                              | 1920 - 1924 |
| Manuel Carpio                  |             | XXXI                                  | 1924 - 1926 |
| Isaac Díaz de León             |             | XXXII                                 | 1926 - 1928 |
| Rafael Quevedo                 | PVA         | XXXIII                                | 1928 - 1930 |
| Pedro Quevedo                  |             | XXXIV XXXV                            | 1930 - 1934 |
| José de Lara                   |             | XXXVI                                 | 1934 - 1937 |
| Pedro Quevedo                  |             | XXXVII                                | 1937 - 1940 |
| Vicente Madrigal Guzmán        |             | XXXVIII                               | 1940 - 1943 |
| Manuel Moreno Sánchez          |             | XXXIX                                 | 1943 - 1946 |
| Roberto J. Rangel              |             | XL                                    | 1946 - 1949 |
| Salvador Luevano Romo          |             | XLI                                   | 1949 - 1952 |
| Benito Palomino Dena           |             | XLII                                  | 1952 - 1955 |
| Alberto Alcalá de Lira         |             | XLIII                                 | 1955 - 1958 |
| Enrique Olivares Santana       |             | XLIV                                  | 1958 - 1961 |
| Carmen Araiza López            |             | XLV                                   | 1961 - 1964 |
| Augusto Gómez Villanueva       |             | XLVI                                  | 1964 - 1967 |
| José Refugio Esparza Reyes     |             | XLVII                                 | 1967 - 1970 |
| Baudelio Lariz Lariz           |             | XLVIII                                | 1970 - 1973 |
| Higinio Chávez Marmolejo       |             | XLIX                                  | 1973 - 1976 |
| Augusto Gómez Villanueva       |             | L                                     | 1976 - 1977 |
| Camilo López Gómez             | 1977 - 1979 | L                                     |             |
| Gilberto Romo Nájera           |             | LI                                    | 1979 - 1982 |
| Héctor Hugo Olivares Ventura   |             | LII                                   | 1982 - 1985 |
| Miguel Ángel Barberena Vega    |             | LIII                                  | 1985 - 1986 |
| Alberto Alcalá de Lira         | 1986 - 1988 | LIII                                  |             |
| Augusto Gómez Villanueva       |             | LIV                                   | 1988 - 1991 |
| Javier Hernández Rangel        |             | LV                                    | 1991 - 1994 |
| Héctor Hugo Olivares Ventura   |             | LVI                                   | 1994 - 1997 |
| Benjamín Gallegos Soto         |             | LVII                                  | 1997 - 2000 |
| Fernando Herrera Ávila         |             | LVIII                                 | 2000 - 2003 |
| Francisco Javier Valdés        |             | LIX                                   | 2003 - 2006 |
| Ernesto Ruiz Velazco           |             | LX                                    | 2006 - 2009 |
| David Hernández Vallín         |             | LXI                                   | 2009 - 2012 |
| María Teresa Jiménez Esquivel  |             | LXII                                  | 2012 - 2015 |
| Arlette Ivette Muñoz Cervantes |             | LXIII                                 | 2015 - 2018 |
| Elba Lorena Torres Díaz        |             | LXIV                                  | 2018 - 2021 |
| Mónica Becerra Moreno          |             | LXV LXVI                              | 2021 -      |

## Resultados electorales

### 2009
|  | Partido Acción Nacional                        |  | Alfredo Reyes Velázquez           |
|  | Partido Revolucionario Institucional           |  | David Hernández Vallín            |
|  | Partido de la Revolución Democrática           |  | Fernando Alférez Barbosa          |
|  | Coalición Salvemos a México (PT, Convergencia) |  | Jesús Armando López Velarde Campa |
|  | Partido Verde Ecologista de México             |  | Norma Alicia Molina Arias         |
|  | Partido Nueva Alianza                          |  | Marco Arturo Reyes Delgado        |
|  | Partido Socialdemócrata                        |  | Marco Antonio Haro Martínez       |

### 2012
|  | 28.77 % |

|  | 28.59 % |

|  | 17.41 % |

|  | 5.48 % |

|  | 11.43 % |

|  | 0.18 % |

|  | 8.18 % |

|  | 100.00 % |

### 2015
|  | 28.80 % |

|  | 28.15 % |

|  | 7.49 % |

|  | 6.45 % |

|  | 5.45 % |

|  | 4.25 % |

|  | 3.97 % |

|  | 2.82 % |

|  | 2.61 % |

|  | 2.21 % |

|  | 0.30 % |

|  | 92.56 % |

|  | 7.44 % |

|  | 32.696 % |